# Euphorbia handiensis
Euphorbia handiensis là một loài thực vật có hoa trong họ Đại kích. Loài này được Burchard mô tả khoa học đầu tiên năm 1912.

## Hình ảnh

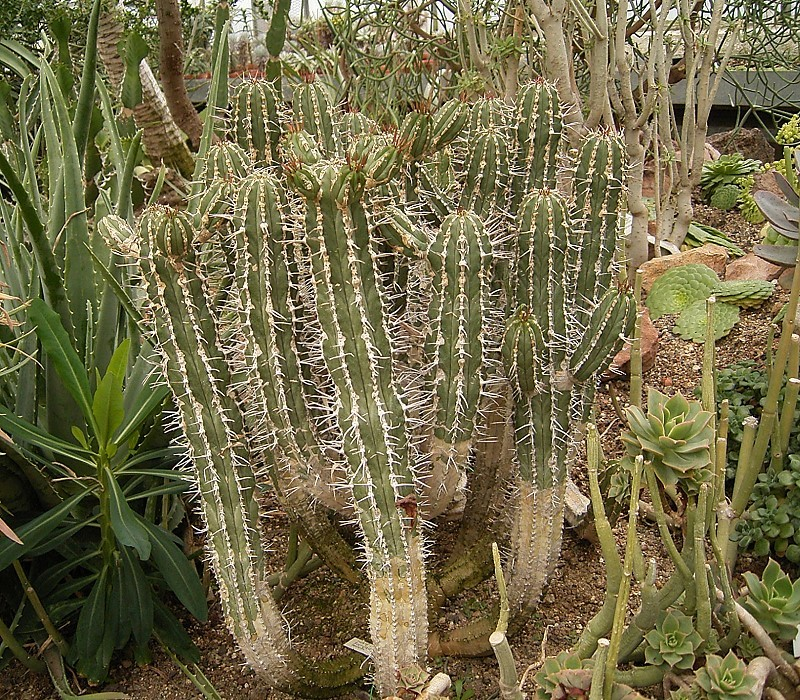
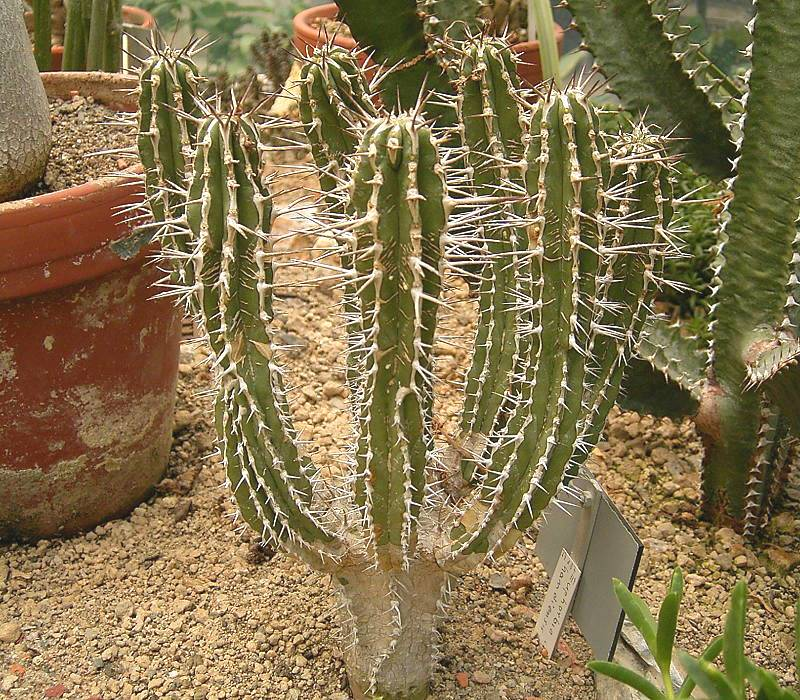
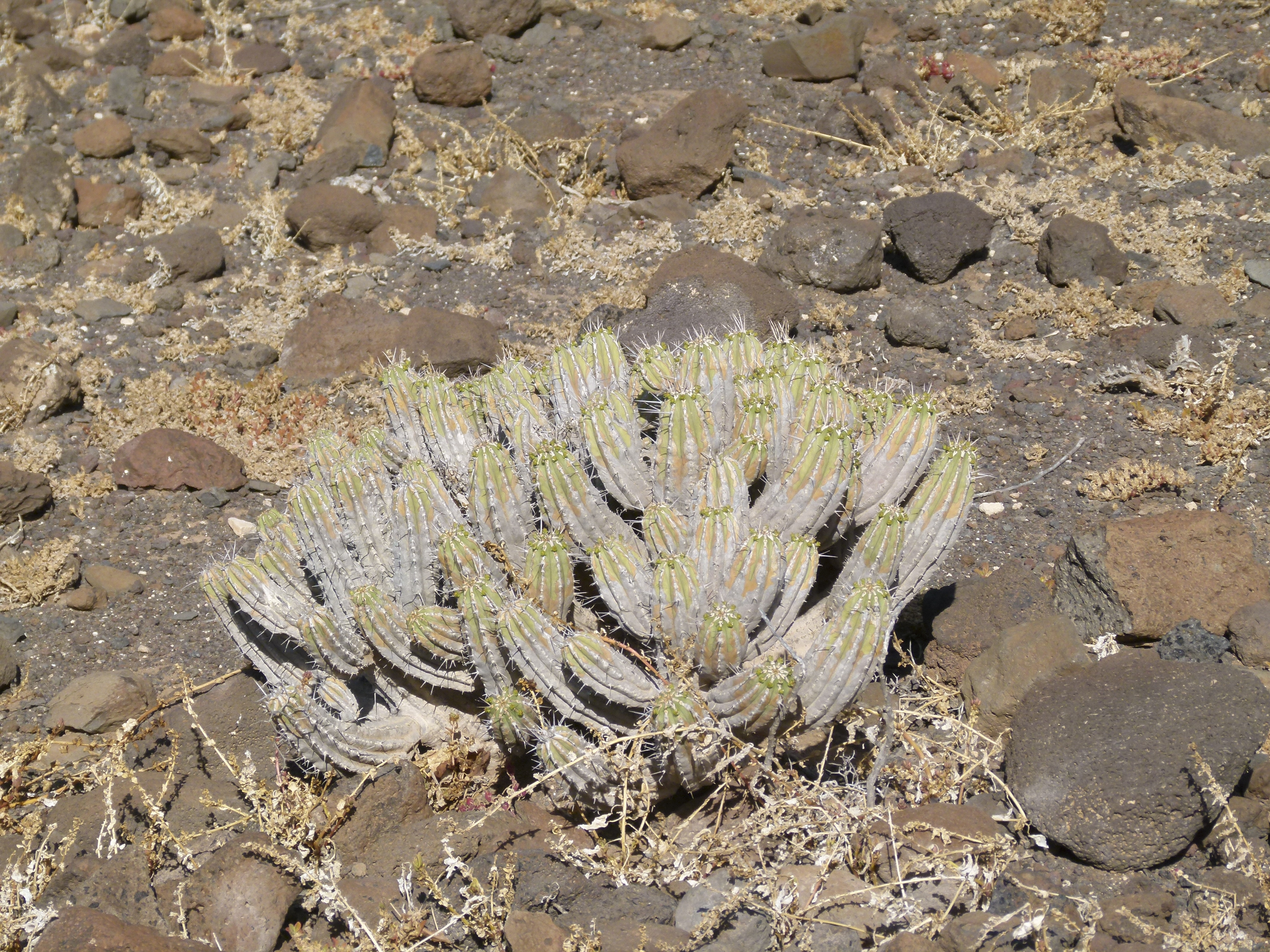
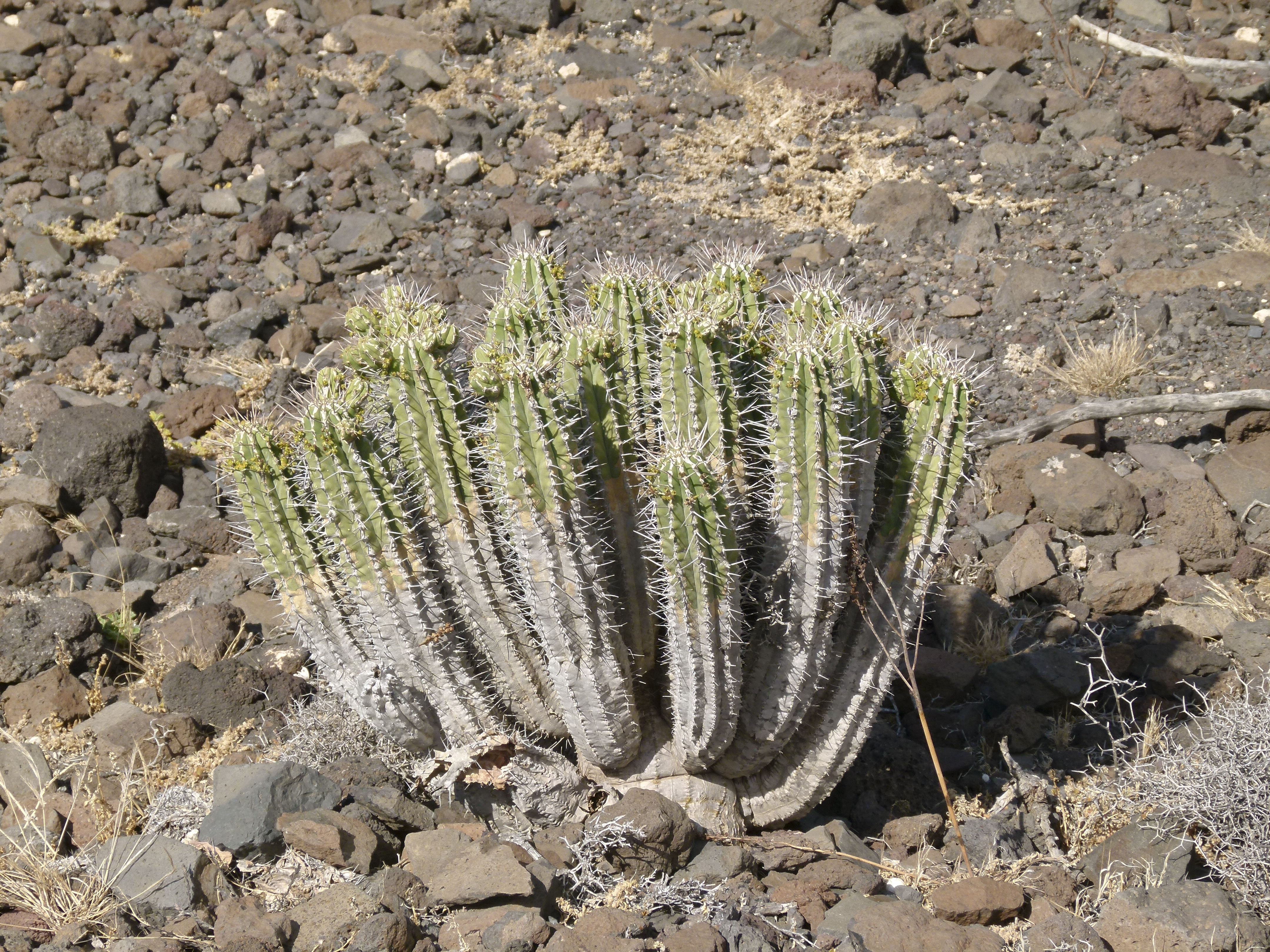